# Marcel Schlutt
Marcel Schlutt (* 1. August 1977 in Demmin) ist ein deutscher Schauspieler, Pornodarsteller, Moderator und Fotograf.

## Leben
Nach seinem Realschulabschluss machte Marcel Schlutt zunächst eine Ausbildung zum Pferdewirt. Nach einer erfolgreichen Teilnahme an einem Modelcontest lebte Schlutt zwei Jahre in London, wo er als Model arbeitete. Nach seiner Rückkehr nach Deutschland war Marcel Schlutt für zwei Jahre als Moderator bei Beate Uhse TV (Gesendet auf Premiere) tätig. Weitere Moderationstätigkeiten verfolgte er bei Sexygayplaces.tv und Backstage – Das Magazin.
Im Jahr 2003 machte Schlutt erstmals als Pornodarsteller auf sich aufmerksam. Unter dem Berliner Pornolabel Cazzo Film drehte er mit Regisseur Jörg Andreas den Film Gefangen, welcher parallel zu seiner Veröffentlichung auch als Hardcore-Version unter dem Titel Eingelocht im Handel erschien.
Seit 2005 ist Marcel Schlutt auch als Fotograf tätig. Seine Arbeiten waren unter anderem in dem schwulen Magazin Du & Ich und im Bildband Skate! zu sehen. In der Du & Ich schrieb Schlutt ferner eine Kolumne unter dem Titel Max in the City. Außerdem modelte er 2005 für die Berliner Agentur M4, unter anderen für Russian Vogue oder S.Oliver.
Seit 2012 ist Marcel Schlutt Herausgeber des Mode-Magazins Kaltblut.
Beim Bruce-LaBruce-Film Otto; or, Up with Dead People spielte er 2007 eine der drei Hauptrollen, den Zombie Fritz. 2009 spielte er die Hauptrolle in der Low-Budget-Liebeskomödie Alex und der Löwe.
Marcel Schlutt lebt in Berlin.

## Filmografie
Porno
- 2004: Scum! (BullDog/UK, Pornovideo, als Ben Rogers)
- 2004: Kolbenfresser (CazzoFilm, Pornovideo, als Marcel)
- 2005: Eingelocht (Hardcore-Version von Gefangen, CazzoFilm, Pornovideo, als Dennis)
- 2005: Sex Klinik (CazzoFilm, Pornovideo, als Marcel)
- 2005: Druck im Schlauch (WurstFilm, Pornovideo, als Marcel)
- 2005: Rainbow’s End (Galeria Alaska, Kino-Doku, als Marcel Schlutt)
- 2006: Echt Geil (CazzoFilm, Pornovideo, als Marcel)
- 2006: Frischfleisch Deluxe (Spritzz, Pornovideo, als Marcel Schlutt)
- 2006: Schwanzangriff (Spritzz, Pornovideo, als Marcel)
- 2007: Liquid Heat (Spritzz, Pornovideo, als Marcel Schlutt)
- 2007: Cum Shooterz (Spritzz, Pornovideo, als Marcel)
- 2007: Fuck Me Harder (Spritzz, Pornovideo, als Marcel Schlutt)
- 2007: Deep (CazzoFilm, Pornovideo, als Marcel Schlutt)
- 2007: Gefangen im Analkerker (Wurstfilm, Pornovideo, als Marcel Schlutt)
- 2007: Fickfracht (Wurstfilm, Pornovideo, als Marcel Schlutt)
- 2009: Max and the City, Regie: Marcel Schlutt

Nicht Porno
- 2004: Gefangen (Locked Up) (CazzoFilm, Kino-Softporno, als Dennis)
- 2005: Fucking Different (GMfilms, Kurzfilm-Compilation, als Marcel)
- 2008: Otto: or, Up with Dead People,  Regie: Bruce LaBruce
- 2008: The Boy with the Sun in his Eyes, Regie: Todd Verow
- 2009: Unfaithful, Regie: Claude Peres
- 2010: Alex und der Löwe, Regie: Yuri Gárate
- 2012: Männer zum Knutschen

Fernsehen
- 2003–2005: Sexygayplaces.tv, Premiere Pay TV, als Moderator
- 2004: Backstage- the magazine, Premiere Pay TV, als Moderator